# Groeve Waterval

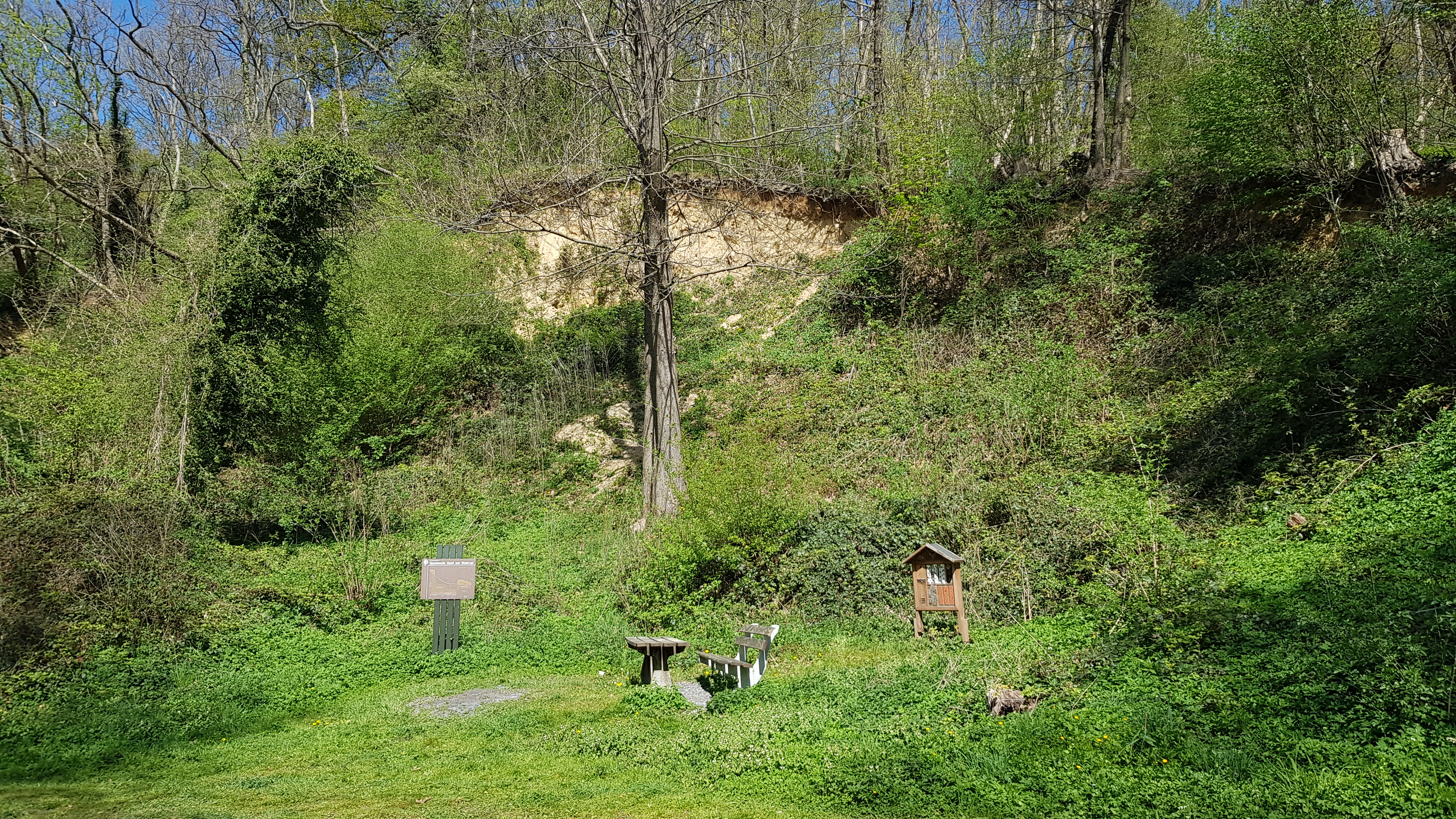
Geologisch monument Groeve Waterval

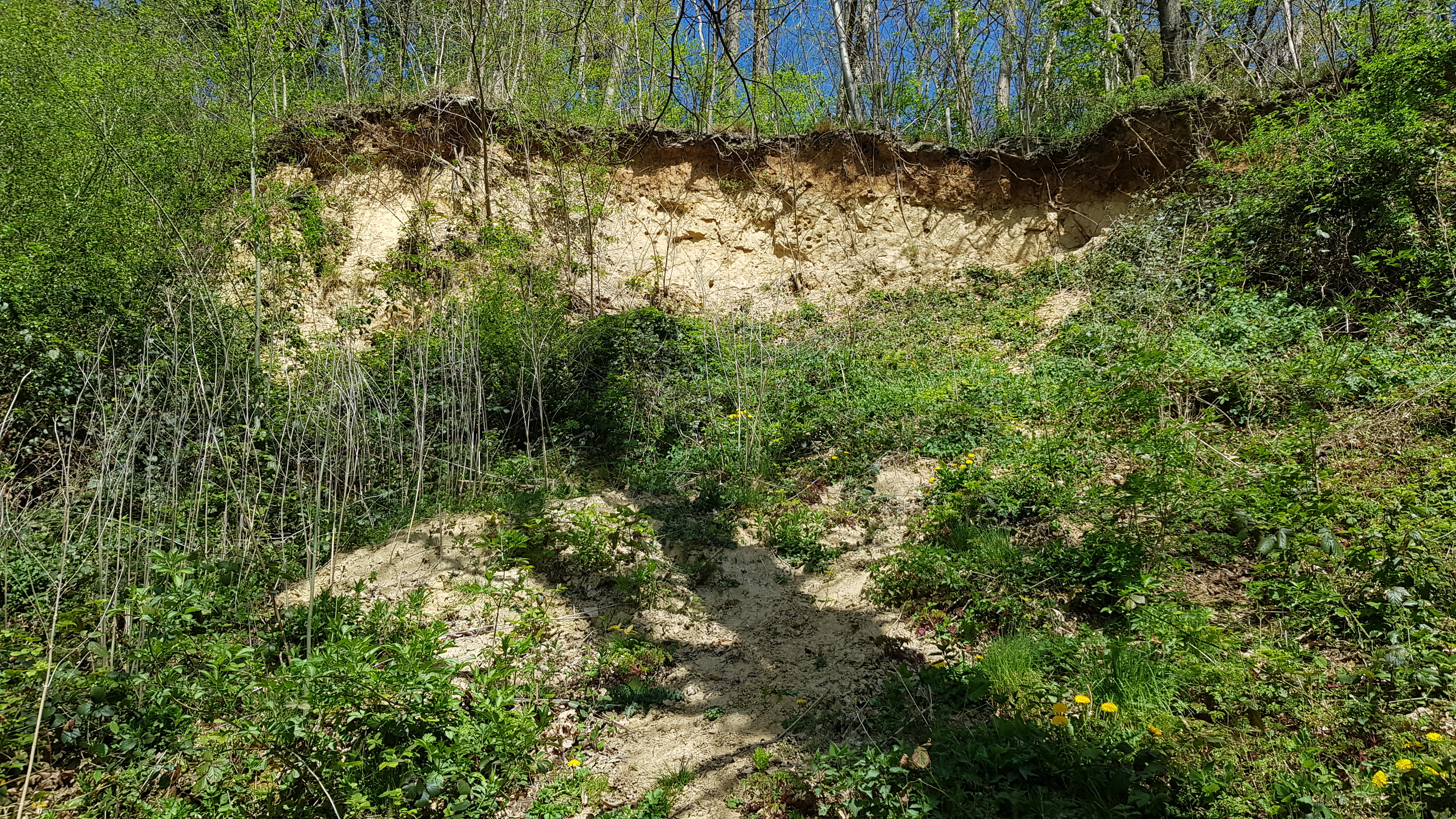
Fijn geel zand van het Laagpakket van Waterval

De Groeve Waterval of Geologisch monument Typelocatie Zand van Waterval is een groeve en geologisch monument in Nederlands Zuid-Limburg in de gemeente Meerssen. De dagbouwgroeve ligt ten noordoosten van de plaats Meerssen en ten zuidwesten van Waterval.
Aan de overzijde van de weg stroomt de Watervalderbeek die door een klein dal stroomt. De groeve ligt in de zuidhelling van de Wijngaardsberg aan de zuidwestelijke rand van het Centraal Plateau in het Vliekerbos.

## Geologie
Tijdens het Midden-Oligoceen werden er op verschillende plekken dikke zandpakketten door de zee afgezet, waaronder hier in deze hoge dalwand bij Waterval. In de Groeve Waterval werden deze zandpakketten afgegraven voor diverse doeleinden, waaronder als vulzand en wellicht ook als vormzand in ijzergieterijen. Deze zandpakketten behoren tot het Laagpakket van Waterval.
Het zand uit deze afzettingen is fijnkorrelig, enigszins verkit, en heeft een lichtgrijze tot geelbruine kleur. In het gele zand van de groeve zitten bruine ijzerhoudende banden. In dit dikke pakket van Middenoligocene zanden worden er geen fossielen aangetroffen.
De groeve is als typelocatie van het Laagpakket van Waterval aangewezen. Deze afzettingen worden elders vrijwel nergens aan de oppervlakte ontsloten, wat deze groeve tot een bijzondere plek maakt.
Bovenaan de helling van de groeve ligt er bovenop het Zand van Waterval enkele lagen die stammen uit het Pleistoceen, te weten een laag hellinggrind, gele löss en bruine löss (uit het Laagpakket van Schimmert).
Een boring aan de voet van de helling heeft uitgewezen dat er een aantal meters onder het zand een laag donkergrijze klei ligt van het Laagpakket van Kleine-Spouwen uit de Formatie van Rupel, daaronder lichtgrijs zand en zwart zand van het Laagpakket van Berg (ook Formatie van Rupel) en daaronder een kleilaag met schelpen van het Laagpakket van Goudsberg uit de Formatie van Tongeren.
Een deel van het gele zand in de groeve is niet meer te zien door overstort van hellingpuin, maar boven in de groevewand is het gele zand nog wel te zien.

### Stratigrafie
De lagen die in de groeve zijn te zien zijn:
- Bruine löss (Laagpakket van Schimmert)
- Gele löss (Laagpakket van Schimmert)
- Grind (Laagpakket van St. Geertruid uit de Formatie van Beegden)[2]
- Formatie van Rupel
  - Zand
  - Klei
  - Geel zand (Zand van Waterval)
  - Donkergrijze klei (Laagpakket van Kleine-Spouwen)
  - Lichtgrijs zand (Laagpakket van Berg)
  - Zwart zand
- Formatie van Tongeren
  - Klei met schelpen (Laagpakket van Goudsberg)